# بورغهاوزن
بورغهاوزن التوتيغ (بالألمانية: Burghausen, Altötting) هي بلدة ألمانية تقع في ألمانيا في آلتوتينغ.[بحاجة لمصدر]

## المدن التوأمة
مدن سولمونا، Fumel، هوينشتاين-إرنستال و بيتوج هي مدن توأمة لـبورغهاوزن التوتيغ.

## أعلام
- ميشيل فيسنجر
- ستيفان ماير
- بينجامين أوبهوف
- هيلينا والدمان
- أوتو الثالث، دوق بافاريا
- هيدويغ ياغيلون، دوقة بافاريا